# Hohneck
Ne doit pas être confondu avec Hohnack.
Le Hohneck est le troisième sommet du massif des Vosges et le point culminant du département des Vosges avec 1 363 mètres d'altitude. Il domine la ligne de crêtes qui sépare l'Alsace de la Lorraine. En contrebas du sommet est aménagée la station de sports d'hiver de La Bresse Hohneck. Un ballon voisin, situé à 1,5 kilomètre à l'est et culminant à 1 289 mètres, est dénommé Petit Hohneck.

## Toponymie
Autrefois, la montagne était désignée sous les noms de Grand Haut ou Hault de Chaulmes (Haut de Chaumes), comme le montrent les documents anciens et les premières cartes (carte des Hautes-Chaumes des Vosges, produite par Thierry Alix en 1576-1578),.
Hohenecke (XVe siècle), du germanique hoh « haut » et eck « pointe », signifiant ainsi « haute pointe »,.

## Géographie

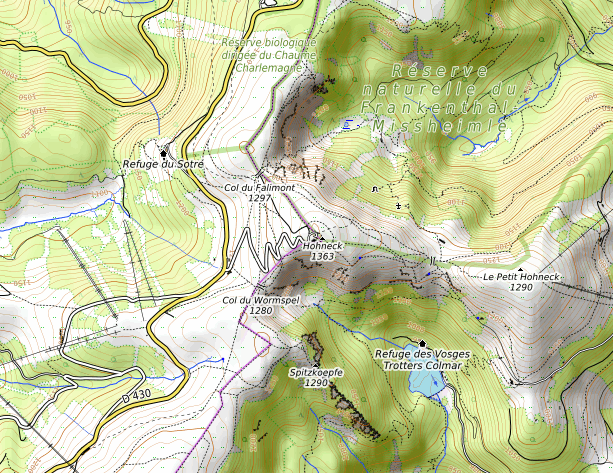
Carte topographique du Hohneck.

### Situation
Son territoire est partagé entre les communes de La Bresse dans les Vosges, de Metzeral et de Stosswihr dans le Haut-Rhin. Les pentes les plus douces accueillent en été les troupeaux de vaches vosgiennes. Le massif du Hohneck abrite également, depuis leur introduction en 1957, quelques troupeaux de chamois.
On peut accéder au sommet à partir de la route des Crêtes par une route carrossable sans issue. La circulation des véhicules et des piétons y est réglementée dans un souci de préservation du site. Le sentier reliant le Hohneck au Petit Hohneck surplombe le lac du Schiessrothried.
Le versant ouest (lorrain) du sommet est en pente relativement douce et correspond à l'ancienne pénéplaine hercynienne surhaussée par le soulèvement des Alpes à l'ère tertiaire. Il est très arrosé, recevant toutes les eaux des vents océaniques. Toutes les rivières se jettent dans le bassin de la Moselle.
Le versant est (alsacien), très abrupt, présente un caractère subalpin. L'alpinisme s'y pratique et on y recense de nombreuses chutes accidentelles dont beaucoup mortelles. Il correspond à la ligne du fossé d'effondrement rhénan, dû au même soulèvement des Alpes. De plus, des cirques d'origine glaciaire ont été creusés à l'ère quaternaire, offrant un emplacement propice aux lacs et aux tourbières. Les rivières se jettent dans l'Ill.

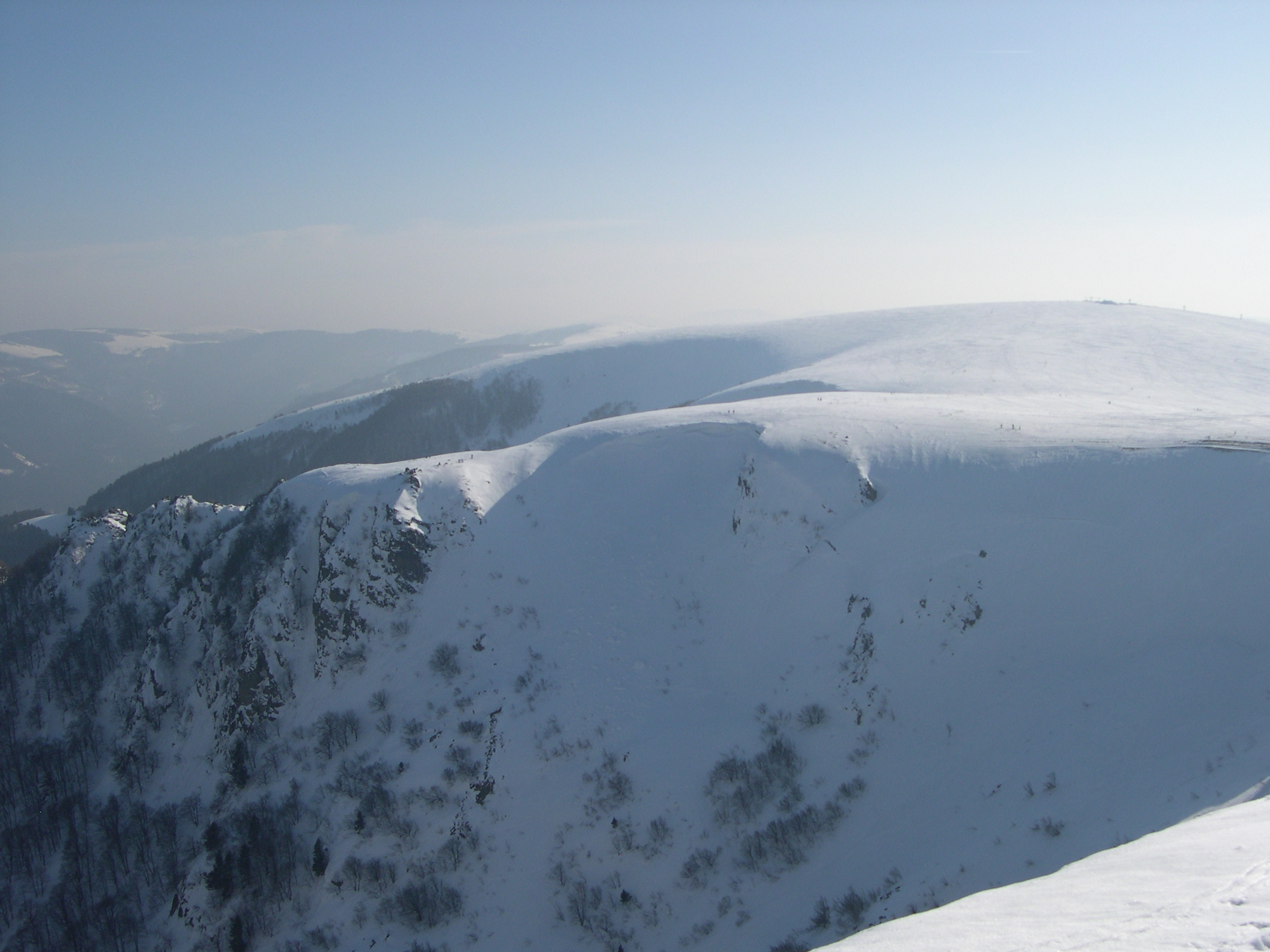
Combe du Wormspel.
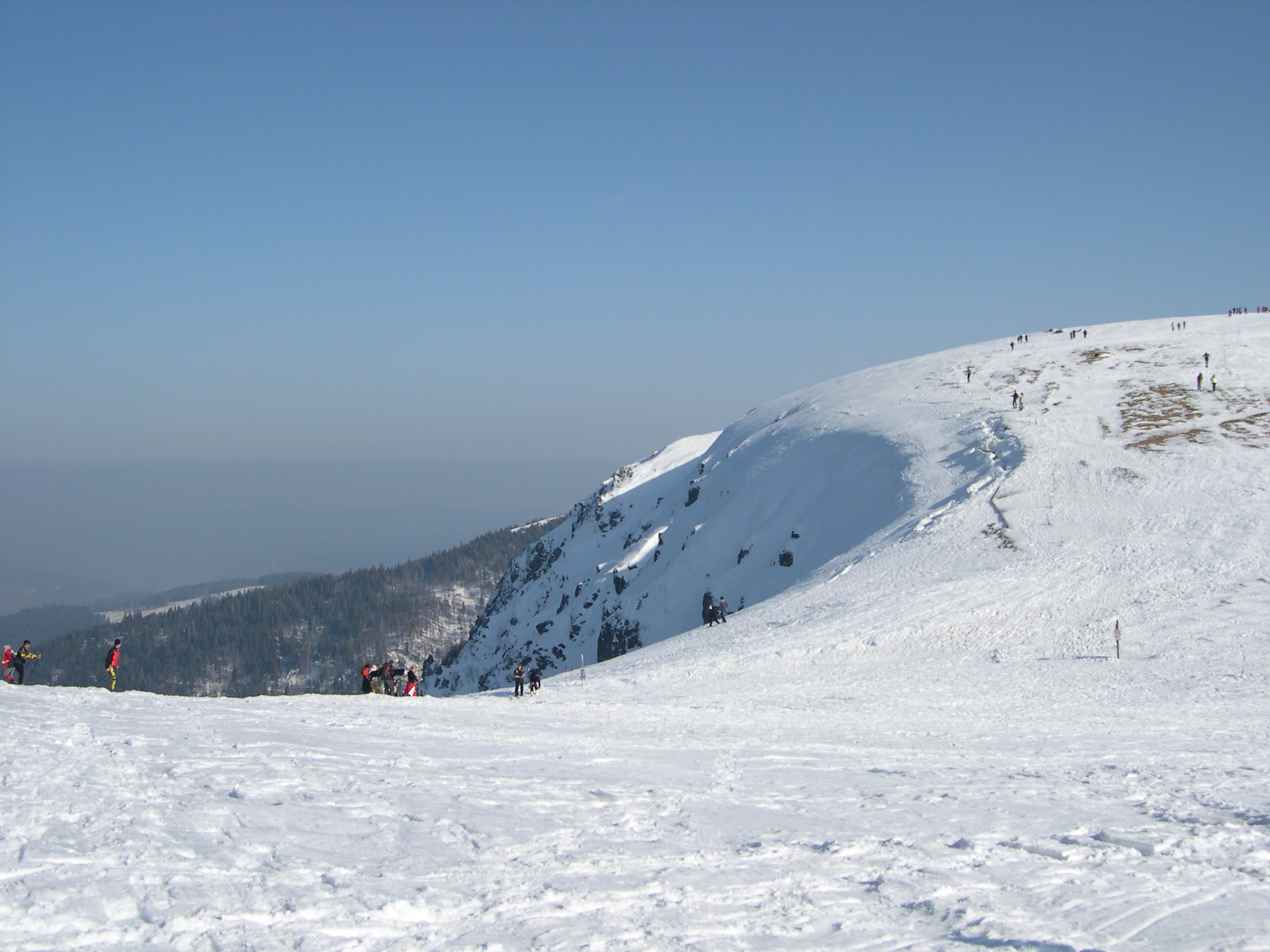
Vue partielle sur le Falimont.
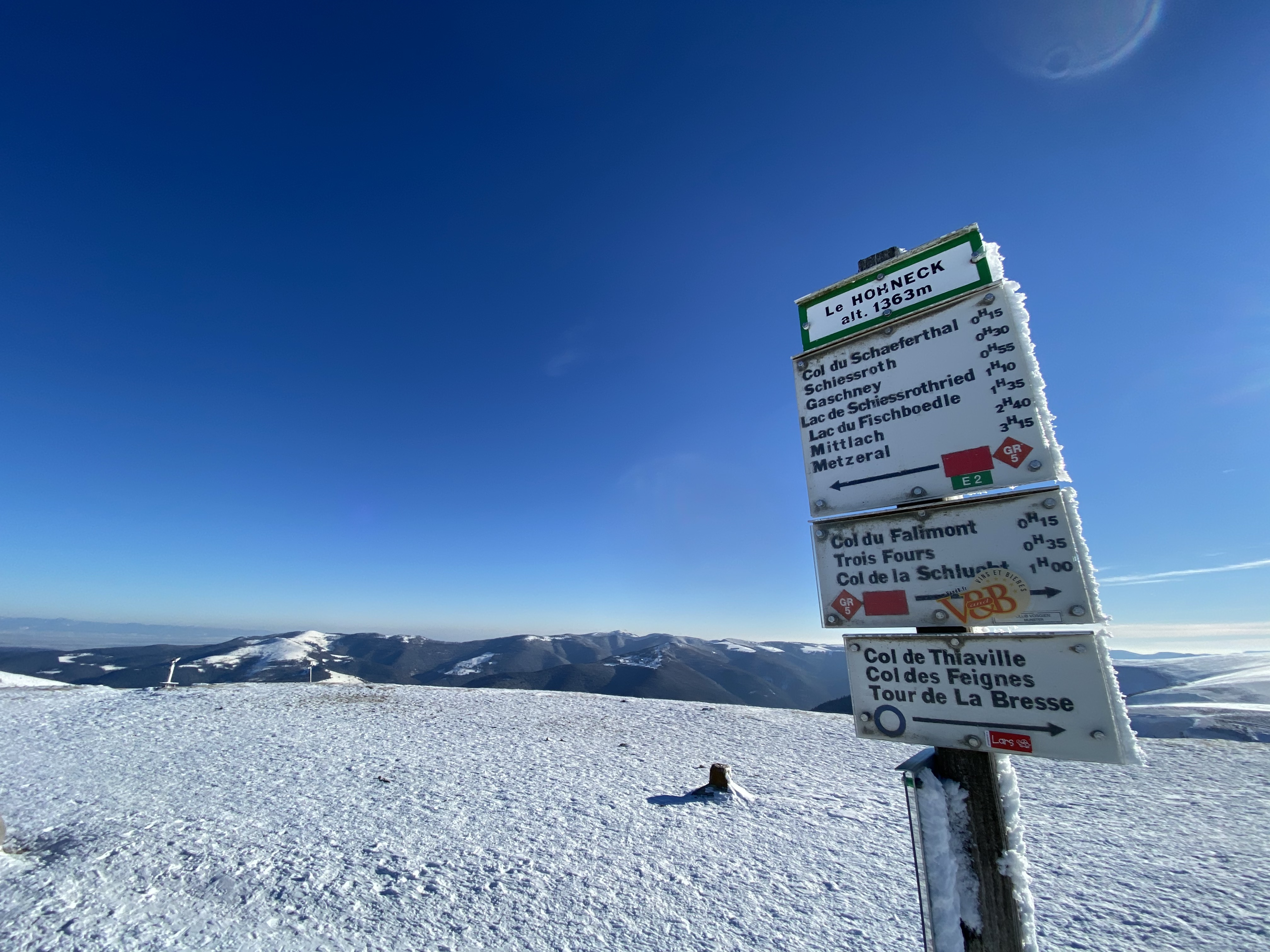
Sommet du Hohneck à 1 363 m.
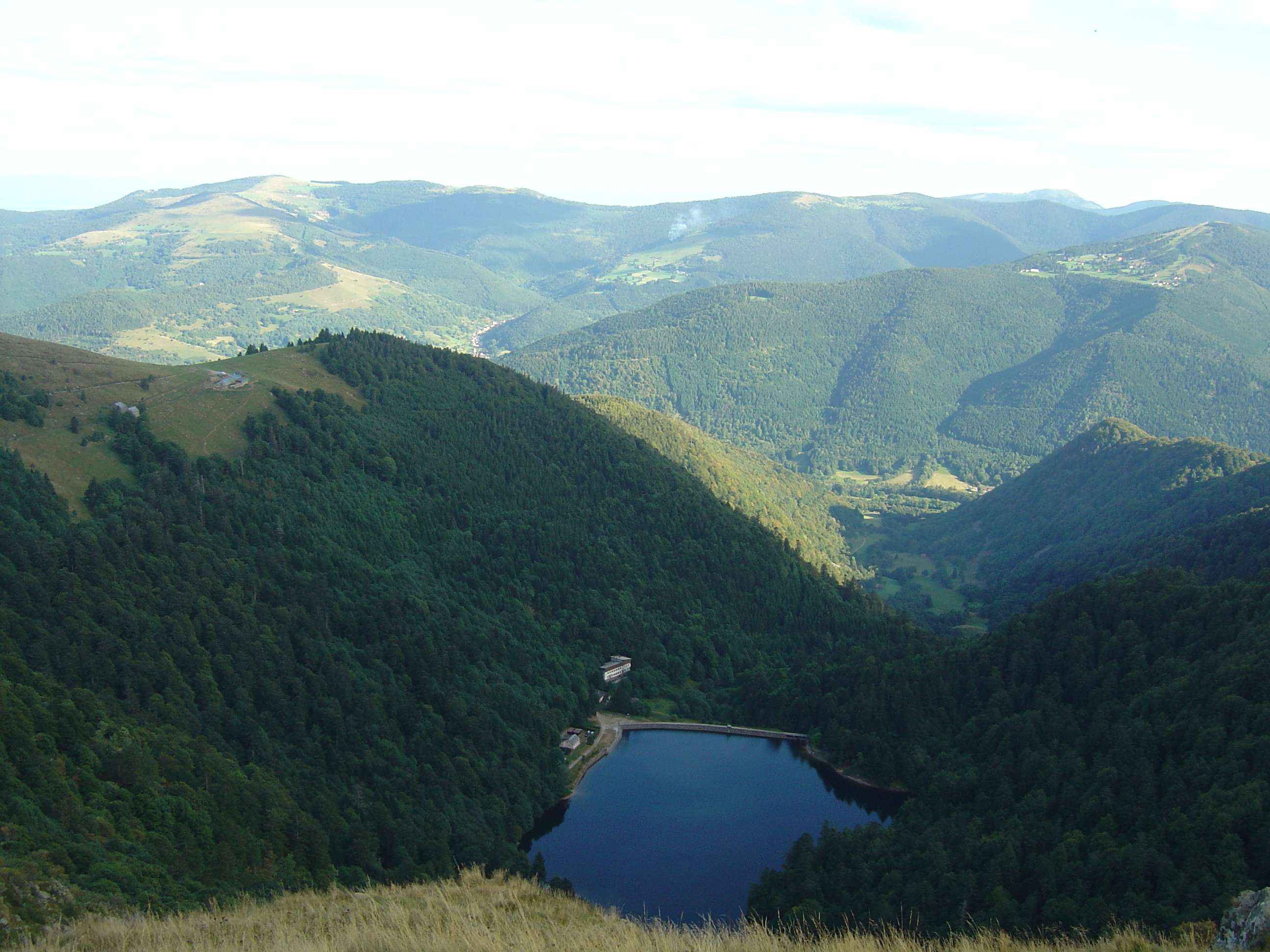
Au pied du Hohneck le barrage de Schiessrothried et, au fond à gauche, le Petit Ballon.
Vue panoramique depuis le Hohneck.

### Climat
Le climat du Hohneck est montagnard. Les étés sont courts, frais et orageux et les hivers longs et rigoureux. Les températures y sont parfois très rudes, jusqu'à −30 °C en hiver et rarement plus de 25 °C en été, au plus chaud de la saison. Les précipitations, abondantes, peuvent atteindre 2 000 mm par an ; la fonte des neiges entraîne aussi une forte hydrographie. À cette altitude, les dernières plaques de neige peuvent persister jusqu'au cœur de l'été sur les versants nord. Selon la météo, les vents peuvent y être très violents et franchissent assez régulièrement la barre des 150 km/h. Même s'il n'a pas la plus haute altitude, c'est le Hohneck qui a le climat le plus extrême du massif vosgien.

#### Risque d'avalanche
Les avalanches se produisent principalement dans les anciens cirques glaciaires, et notamment au couloir du Grand Dagobert (Soldatenschlaten). À leur sommet, d'importantes corniches de neige peuvent se développer, dont la rupture est le facteur de déclenchement d'avalanche le plus courant. Elles causent le plus souvent un amas de blocs de neige, des morceaux d'arbres brisés ainsi qu'une surface hérissée qui rappelle les séracs d’un glacier. Néanmoins, des incidents se produisent occasionnellement, comme en 1910 où l'étable de la première marcairie du Frankenthal, située dans l'axe du couloir où l'avalanche de poudreuse a sévi, fut détruite. Ces avalanches ont aussi entraîné la mort de personnes, la plupart pratiquants de la montagne,.

Vue panoramique du Hohneck avec ses couloirs à avalanches.

### Flore
Le Hohneck, avec son altitude supérieure à 1 100 mètres, se situe à l'étage subalpin. Cet étage, qui suit l'étage montagnard, est facilement remarquable par des versants rocheux et abrupts, une absence de végétation due aux vents violents et aux températures basses, où le sapin et les hêtraies ne se développent plus et laissent place aux espèces de plantes alpines et aux chaumes, vastes étendues herbeuses, équivalentes aux alpages dans les Alpes, bien que l'étage subalpin vosgien soit unique en son genre.

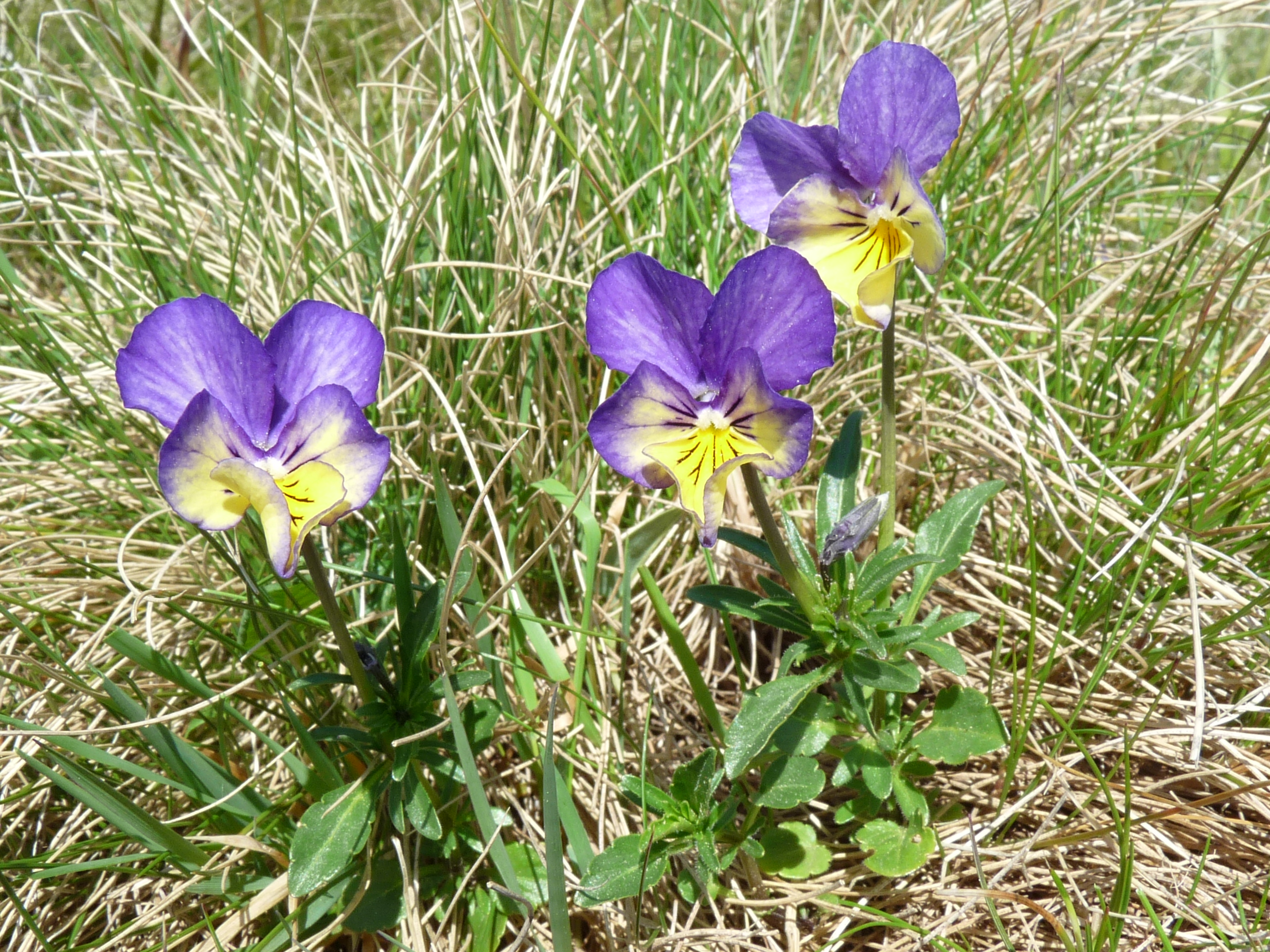
Pensées des Vosges bicolores.

La partie sommitale du Hohneck est ainsi dominée par une lande composée de callune (Calluna vulgaris), de myrtille (Vaccinium myrtillus), d'airelle rouge (Vaccinium vitis-idaea) et de nard raide (Nardus stricta) qui constitue la chaume proprement dite. Dès le mois d'avril, on peut y voir fleurir la jonquille (Narcissus pseudonarcissus), puis la pulsatile blanche (Pulsatilla alpina ssp. austriaca) et la pensée des Vosges (Viola lutea) qui peut prendre des teintes jaunes ou violettes. Durant l'été, les fleurs de la gentiane jaune (Gentiana lutea) apparaissent, de même que l'arnica des montagnes (Arnica montana) et la centaurée des montagnes (Centaurea montana). Plus rarement, on peut apercevoir le lis martagon (Lilium martagon), l'œillet superbe (Dianthus superbus) ou encore deux orchidées discrètes, l'orchis miel (Pseudorchis albida) et l'orchis grenouille (Dactylorhiza viridis). En revanche, il n'est pas rare de rencontrer le long des sentiers le gnaphale de Norvège (Gnaphalium norvegicum) et les fleurs bleues de la jasione vivace (Jasione laevis).

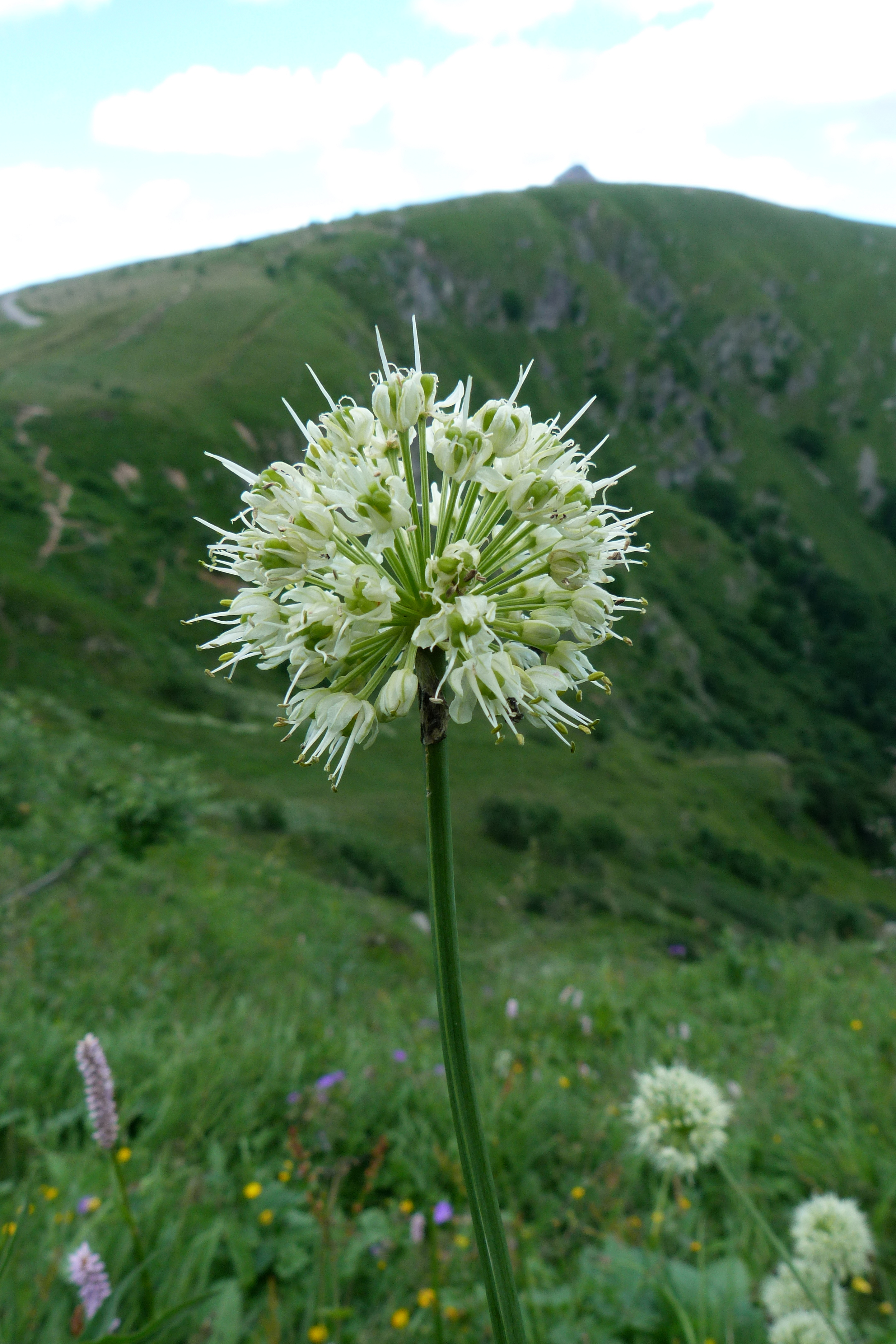
Ail des cerfs à proximité du Hohneck.

Dans les parties supérieures des cirques du Frankenthal et du Wormspel, situés respectivement au nord et au sud du Hohneck, on peut apercevoir les fleurs jaunes de la digitale à grandes fleurs (Digitalis grandiflora) et de l'aconit tue-loup (Aconitum lycoctonum), l'aconit napel (Aconitum napellus), plus rarement la phalangère à fleurs de Lis (Anthericum liliago), l'orchis globuleux (Traunsteinera globosa), l'ail des cerfs (Allium victorialis) et l'anémone à fleurs de narcisse (Anemone narcissiflora) particulièrement menacée.
Dans les altitudes plus basses, les mégaphorbiaies formées dans les couloirs à avalanche abritent l'adénostyle à feuilles d'alliaire (Adenostyles alliariae), la laitue des Alpes (Cicerbita alpina) et la mulgédie de Plumier (Cicerbita plumieri) ainsi que plusieurs espèces d'épilobes dont l'épilobe en épi (Chamerion angustifolium) et l'épilobe des Alpes (Epilobium alpestre). On rencontre également la sanguisorbe officinale (Sanguisorba officinalis), la pédiculaire feuillée (Pedicularis foliosa), la bartsie des Alpes (Bartsia alpina) et le trolle d'Europe (Trollius europaeous).
La diversité des milieux présents au Hohneck et aux proches alentours font de la flore du Hohneck une des plus riches des Vosges. Elle a été longuement étudiée dès le XIXe siècle, notamment par Jean-Baptiste Mougeot, médecin originaire de Bruyères qui fit sa première ascension du sommet en 1795 à l'âge de dix-neuf ans et qui continua à explorer tous les escarpements de ce qu'il appelait « sa chère montagne » pendant plus de soixante ans, répertoriant ainsi avec soin la liste des espèces présentes.
Faute de prédateur naturel, l’augmentation du nombre de chamois représenterait une menace pour cette flore.

## Histoire
Le sommet du Hohneck et ses abords aux pentes douces font partie des chaumes dites du Grand Pâturage, disparues en 1630 par suite de l'amodiation de chaque chaume ou cens délimité à éteinte de chandelle.
Ce passage fut jusqu'au XIXe siècle, la principale voie de communication entre Gérardmer et Munster, avant que des travaux n'aménagent le col de la Schlucht. Pour cette raison, on découvre des ruines de constructions militaires datant de la guerre de Trente Ans et réutilisées lors des campagnes napoléoniennes.
Selon les termes du traité de Francfort de 1871, le sommet est traversé par la nouvelle frontière désormais fixée entre la France et l'Allemagne.

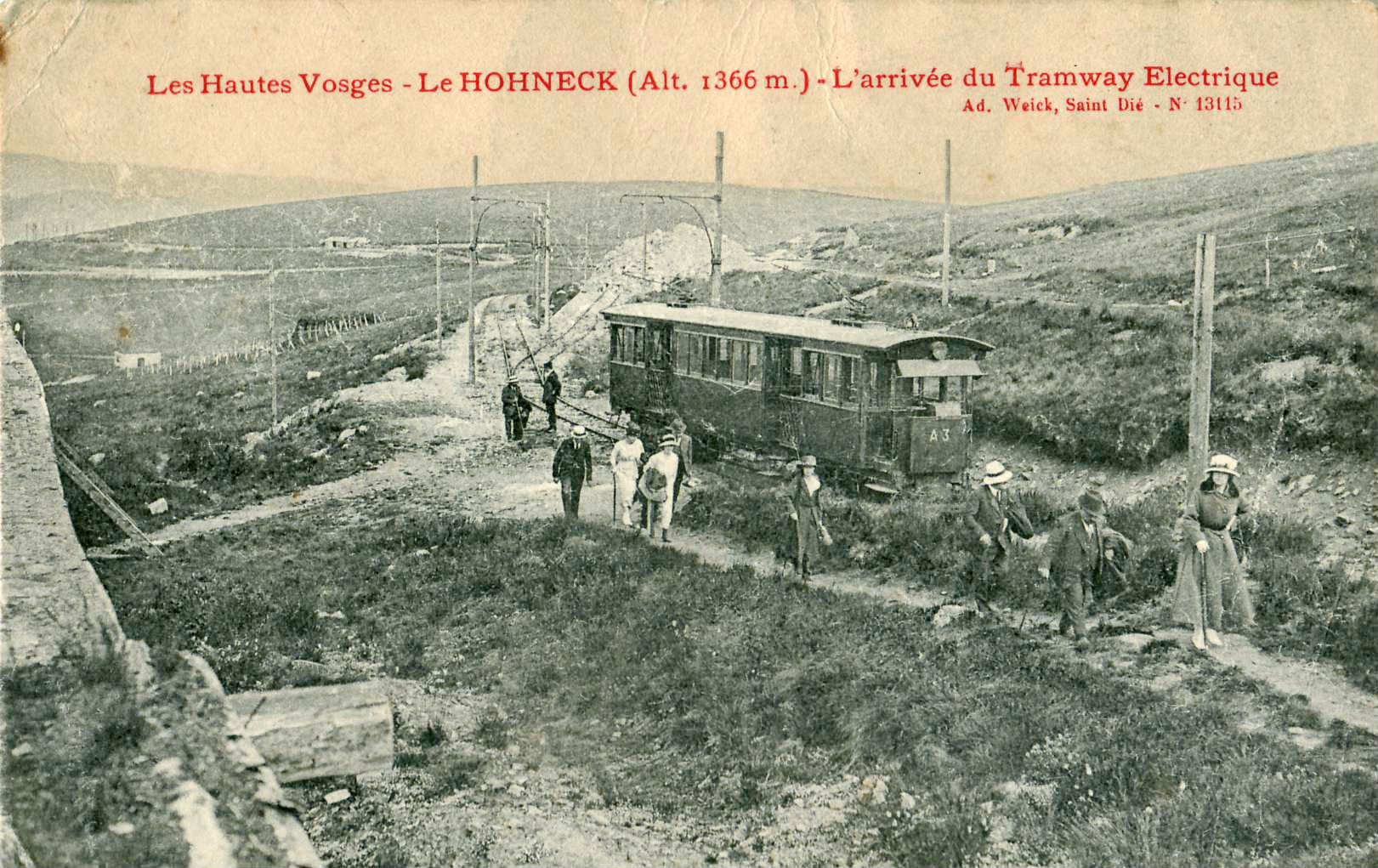
Une rame du tramway de Gérardmer à la station terminale du Hohneck (fonds photographique Ad. Weick.

Dans le prolongement de la ligne de tramway à vapeur Gérardmer – Retournemer, une ligne de tramway électrique Retournemer – la Schlucht – le Hohneck, mise en service le 25 juillet 1897, a été exploitée jusqu'au 28 août 1939, malgré un dramatique accident qui fit quatre morts le 14 juillet 1923. Elle a contribué à la renommée touristique du site.
Du côté alsacien, une ligne de tramway à crémaillère Munster — la Schlucht (la Münsterschluchtbahn) a fonctionné de 1907 à 1914. Située en territoire alors allemand, elle a été détruite par la guerre. Malgré une volonté de la reconstruire pour en faire un point de passage qui aurait pu amener les touristes en provenance de la vallée de la Fecht, sa remise en service n'a jamais eu lieu.

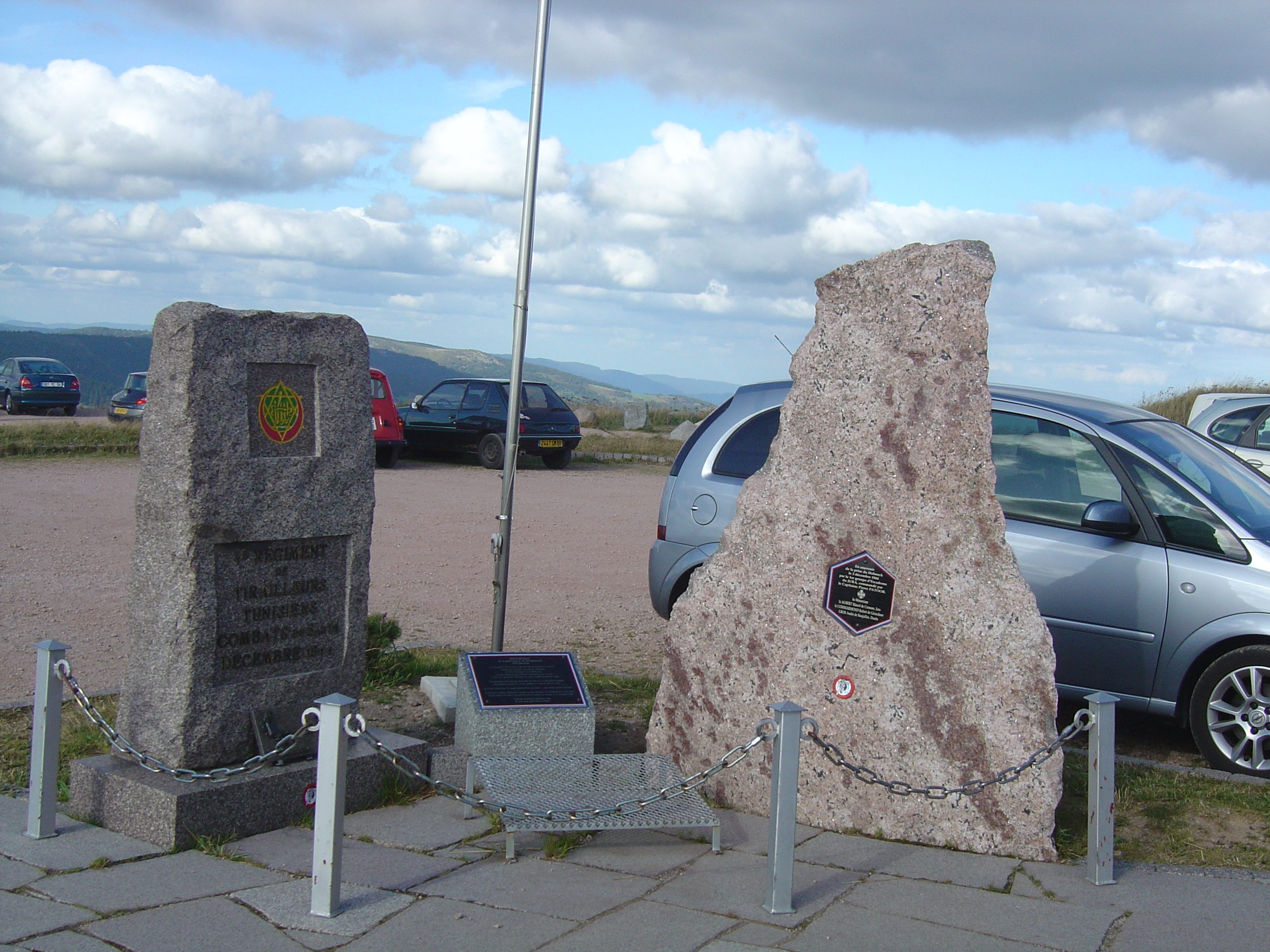
Monument en mémoire des tirailleurs tunisiens au Hohneck.

En décembre 1944 se déroule la bataille du Hohneck. Des éléments du 1er régiment FFI de Franche-Comté conduits par le capitaine Patoor s'emparent par surprise de l'hôtel du Hohneck, qui constitue un point stratégique de première importance puisqu'il domine Gérardmer, le col de la Schlucht et la vallée de Munster. Les FFI sont relevées par une compagnie du 4e régiment de tirailleurs tunisiens, mais le reste de la relève prévue est bloqué par une intense tempête de neige. Sur ordre de Himmler, les Allemands encerclent l'hôtel et lancent plusieurs contre-attaques. Complètement isolés, sans renforts ni munitions, ayant à déplorer de lourdes pertes et de nombreux blessés, les tirailleurs doivent se rendre. La Wehrmacht tient le Hohneck jusqu'en  février 1945. Deux monuments, aux FFI et aux tirailleurs tunisiens, commémorent ce fait d'armes au sommet de la montagne. Durant la bataille de Hohneck, le 1er régiment FFI de Franche-Comté et le 4e RTT avaient leur état-major au manoir de La Roche du Rain à Gérardmer. Après la guerre, l'hôtel est rasé puis reconstruit.

## Tourisme

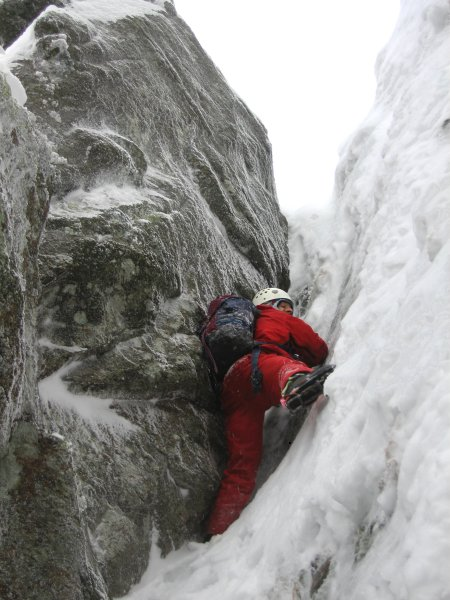
Alpinisme en face Nord dans un couloir de glace.

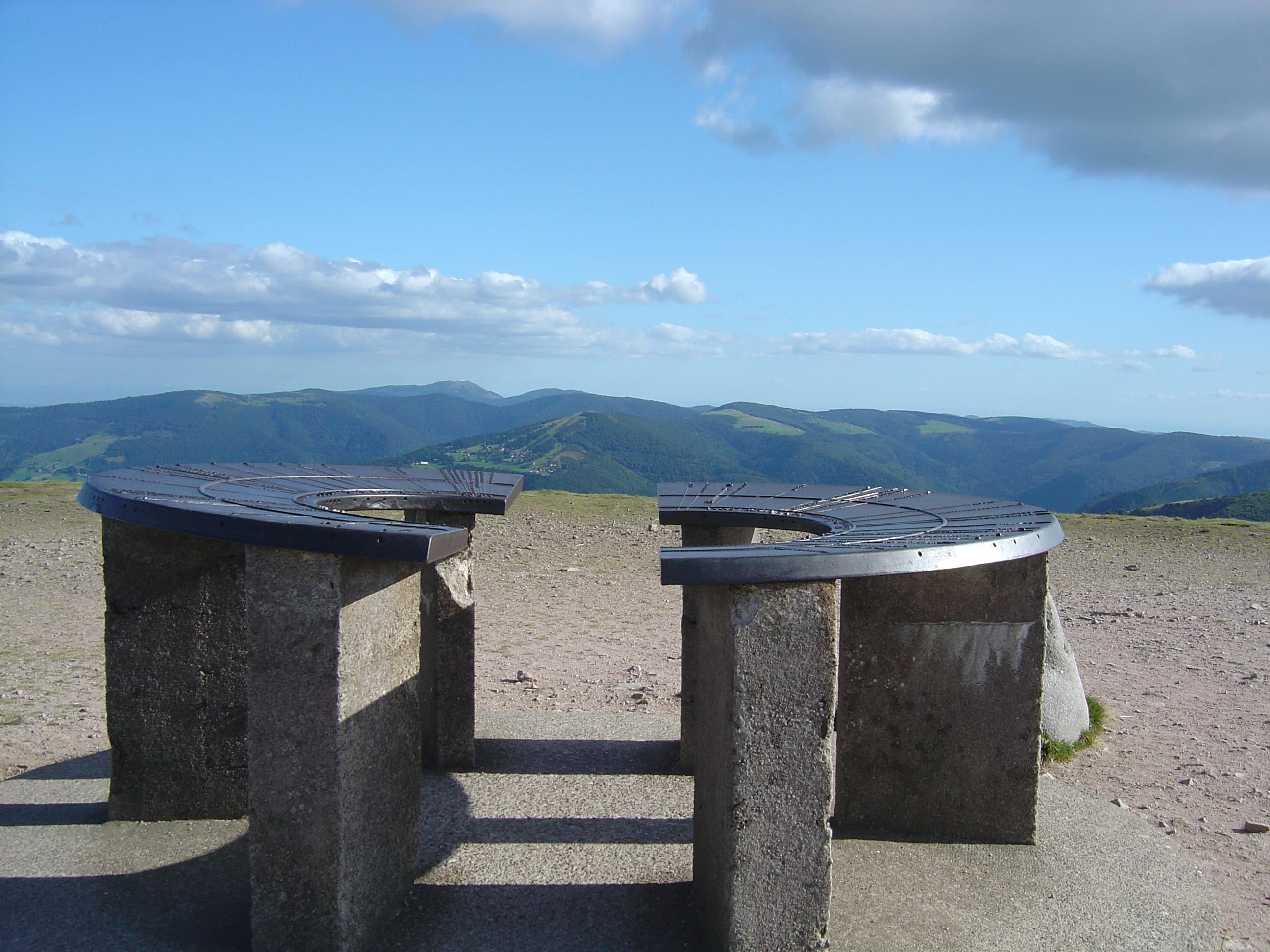
Table d'orientation du Hohneck installée en 1889 par le Club alpin français.

Le tourisme au Hohneck ne se développe qu'à partir de la fin du xixe siècle, notamment grâce au prolongement en 1904 de la ligne de tramway Gérardmer - Retournemer jusqu'à la Schlucht et au Hohneck.
Une table d'orientation est installée en 1889 par la section des Hautes-Vosges du Club alpin français.
Un premier restaurant rustique est établi au sommet du Hohneck en 1900 par Philippe Bernez. De l'autre côté de la frontière, une auberge-bazar est ouverte quelques années plus tard par Caroline Speich, connue sous le nom de veuve Kissy, ce qui pose rapidement des problèmes de cohabitation avec les Bernez. D'autres commerçants s'installent temporairement par la suite.
En 1912 débute la construction d'un grand hôtel au sommet, l'hôtel Belvédère, qui est inauguré en 1914.
Les hôtels subissent de lourds dommages durant la Première Guerre mondiale mais ils seront finalement reconstruits. Le bazar de la veuve Kissy quant à lui, situé en territoire alsacien, ne se relèvera pas.
En 1920-1921, le nouveau propriétaire de l'hôtel Belvédère, M. Litaize, fait construire une route située en grande partie sur le territoire de Gérardmer qui sera connue sous le nom de « route Litaize ». Pour ne pas être en reste, M. Bernez construit une autre route, la « route Bernez », sur le territoire de La Bresse qui est l'actuelle route menant au sommet du Hohneck.

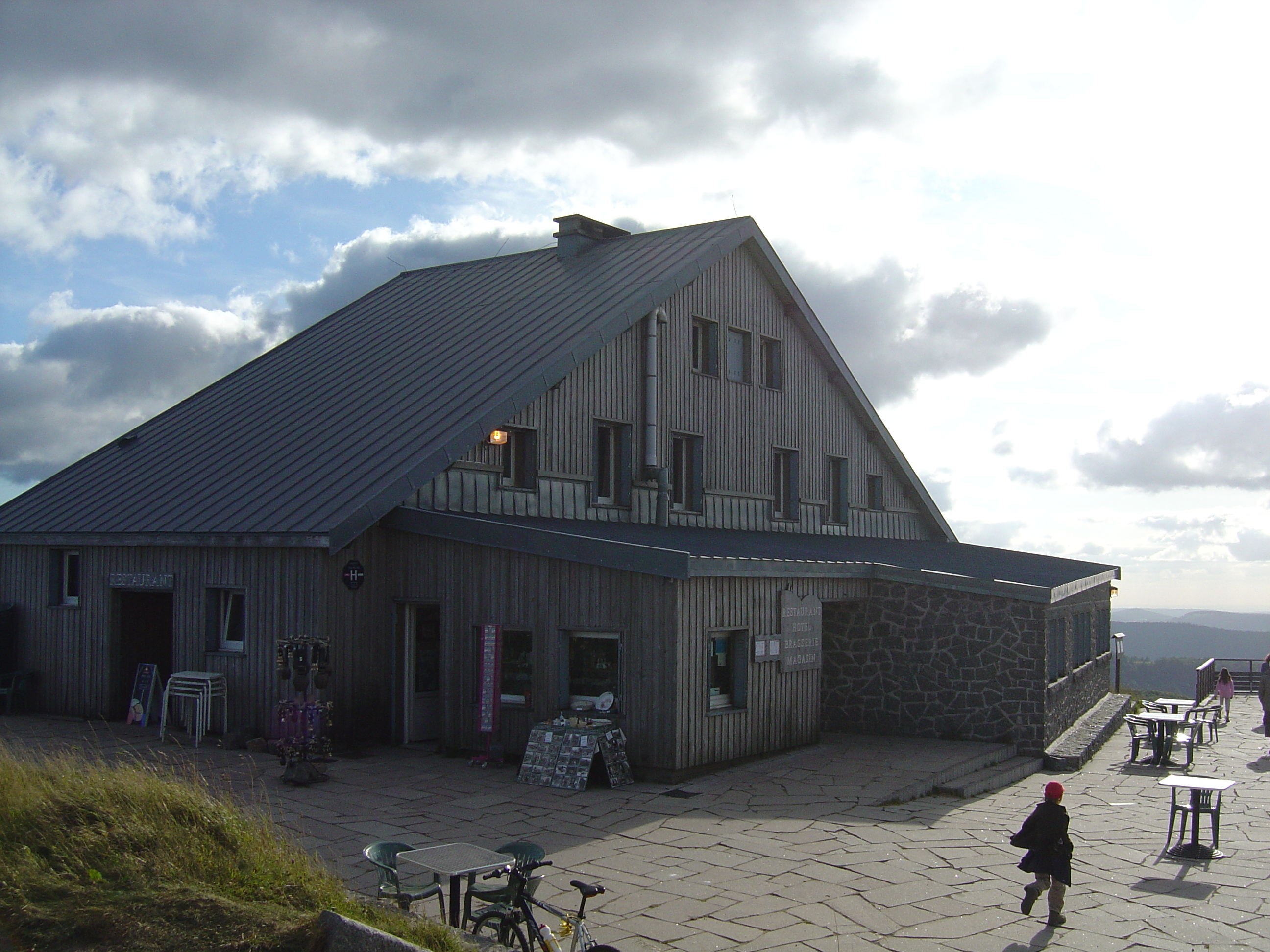
Chalet-restaurant du Hohneck.

Les bâtiments du Hohneck sont de nouveau détruits lors de la Seconde Guerre mondiale et notamment lors de la bataille du Hohneck en décembre 1944. Seul l'hôtel Bernez sera reconstruit après la guerre.
Au début des années 1960 s'ouvre l'auberge Au pied du Hohneck, puis une brasserie en 1992, Le pâquis des fées, située également au pied du Hohneck.